# ستيف جاغيلكا
ستيف جاغيلكا (بالإنجليزية: Steve Jagielka)‏ هو لاعب كرة قدم بريطاني في مركز الوسط، ولد في 10 مارس 1978 في Sale, Greater Manchester ‏ في المملكة المتحدة، وتوفي في 17 مارس 2021 في Rodington ‏ في المملكة المتحدة. لعب مع تيلفورد يونايتد وستوك سيتي وشروزبري تاون وشيفيلد يونايتد ونادي أكرينغتون ستانلي ونادي هدنسفورد تاون.

## وصلات خارجية
- ستيف جاغيلكا على موقع قاعدة بيانات كرة القدم.إي يو (الإنجليزية)
- ستيف جاغيلكا على موقع Soccerbase.com (لاعب) (الإنجليزية)